# Dicliptera mucronata
Dicliptera mucronata är en akantusväxtart som beskrevs av Ignatz Urban. Dicliptera mucronata ingår i släktet Dicliptera och familjen akantusväxter. Inga underarter finns listade i Catalogue of Life.